# Książę i żebrak (audycja radiowa)
Książę i żebrak – satyryczna audycja radiowa emitowana w latach 2014-2016 na antenie Rock Radia, poświęcony polskiemu życiu społecznemu, politycznemu i rozrywkowemu. Gospodarzami byli Kuba Wojewódzki oraz Mikołaj Lizut. Później Lizuta w roli prowadzącego zastąpił Piotr Kędzierski.
Po raz pierwszy audycja została wyemitowana 6 lutego 2014 r. Publikowana była od poniedziałku do piątku między godz. 12.00 a 14.00. Początkowo jej emisja odbywała się również w piątki, 28 lutego 2014 r. została zastąpiona w te dni programem Pyta nie na śniadanie autorstwa grupy Pyta.pl.
Według badań Radio Track do kwietnia 2014 r. audycję słuchało codziennie średnio 66 tysięcy osób. W okresie od czerwca do sierpnia 2014 r. była słuchana średnio przez 93 tysięcy, dzięki czemu w paśmie nadawania programu radio zanotowało ponad dwukrotnie wyższą słuchalność niż w analogicznym okresie rok wcześniej.

## Nagrody
- Nagroda Niegrzeczni 2015 w kategorii „radiofonia”[4]